# Кунтысесь
Кунтысесь (устар. Кунде-Сесь) — река в России, протекает по территории Красноселькупского района Ямало-Ненецкого автономного округа. Устье реки находится в 97 км по левому берегу реки Пюлькы. Длина реки — 47 км.

## Притоки
- 6 км: Сарбын-Сесь
- 18 км: Тальниковая

## Данные водного реестра
По данным государственного водного реестра России относится к Нижнеобскому бассейновому округу, водохозяйственный участок реки — Таз. Речной бассейн реки — Таз.
Код объекта в государственном водном реестре — 15050000112115300064805.